# I Flintstones - La maratona
I Flintstones - La maratona (The Flintstones: Jogging Fever) è uno speciale USA del 1981 prodotto da Hanna-Barbera. In Italia fu trasmesso su Italia 1 nel 26 dicembre 1999 da Bim bum bam. Lo speciale fa parte di The Flintstone Primetime Specials o The Flintstone Special composta da quattro speciali di quattro minuti prodotta dal 1980 al 1981. I Flintstones - La maratona non è che il quarto ed ultimo speciale dei quattro.

## Doppiatori
| Personaggio        | Doppiatore originale | Doppiatore italiano |
| ------------------ | -------------------- | ------------------- |
| Fred Flintstone    | Henry Corden         | Mario Zucca         |
| Wilma Flintstone   | Jean Vander Pyl      | Elda Olivieri       |
| Ciottolina         | Jean Vander Pyl      | ?                   |
| Barney Rubble      | Mel Blanc            | ?                   |
| Betty Rubble       | Gay Hartwig          | ?                   |
| Sig. Slate         | John Stephenson      | ?                   |
| Frank Frankenstone | John Stephenson      | ?                   |
| Creepy             | Frank Welker         | ?                   |
| Annunciatore       | Frank Welker         | ?                   |
| Dino               | Frank Welker         |                     |